# Oberstabsmatrose
Oberstabsmatrose war von 1935 bis 1938 ein Dienstgrad der Kriegsmarine. Er wurde mit Verfügung vom 28. Januar 1935 eingeführt. Er ersetzte den bisherigen Marine-Dienstgrad Gefreiter. Alle vor dem 1. April 1934 eingestellten Marineangehörigen behielten jedoch ihre bisherigen Dienstgrade und Rangabzeichen. Entsprechend teilten sich die alten und neuen Mannschaftsdienstgrade jeweils ein gemeinsames Rangabzeichen. Zum 1. Januar 1937 rückten alle Mannschaftsdienstgrade der Kriegsmarine oberhalb des Matrosen um eine Rangstufe auf. Damit übernahm der Oberstabsmatrose die drei Winkel des Marine-Obergefreiten (der jetzt einen geflochtenen Winkel mit Rangstern erhielt). Der Oberstabsmatrose rangierte spätestens ab jetzt hinter dem Marine-Obergefreiten. Zum 1. April 1938 wurde der Oberstabsmatrose indes in Hauptgefreiter umbenannt; auch die vor dem 1. April 1934 eingestellten Marineangehörigen verloren jetzt ihre alten Rangbezeichnungen, mit Ausnahme der Dienstgrade Obergefreiter alter Art (Abkz: a. A., mit mehr als sechsjähriger Gesamtdienstzeit) und Stabsgefreiter.
Die Mannschaften trugen das Rangabzeichen auf dem linken Oberärmel. Der Oberstabsmatrose besaß anfangs zwei mit der Spitze nach unten weisende Winkel aus goldfarbener Tresse oder gelben Tuch; auf dem weißen Hemd und auf der braunen Tropenfeldbluse war das Abzeichen aus kornblumenblauem Tuch. Seit Januar 1937 führte der Oberstabsmatrose drei Winkel, wie bis dahin der Marine-Obergefreite. Die gelben Rangabzeichen waren auf einer dunkelblauen Unterlage aufgenäht, die blauen auf einer weißen Unterlage bzw. auf einer aus braunem Tropenstoff. Das Laufbahnabzeichen wurde oberhalb des Rangabzeichens geführt.
| Dienstgrad (1935–1938)  |                  |                              |
| niedriger: Stabsmatrose | Oberstabsmatrose | höher: Obergefreiter (a. A.) |